# ایجماتسو ۲۴۷۰
سیارک ۲۴۷۰ (به انگلیسی: 2470 Agematsu، نامگذاری:1976UW15) دو هزار و چهارصد و هفتادمین سیارک کشف شده‌است که در ۲۲ اکتبر ۱۹۷۶ کشف شد.
قدر مطلق سیارک برابر ۱۲٫۰۰ است.